# Монмартен-ле-О
Монмарте́н-ле-О (фр. Montmartin-le-Haut) — коммуна во Франции, находится в регионе Шампань — Арденны. Департамент — Об. Входит в состав кантона Эссуа. Округ коммуны — Труа.
Код INSEE коммуны — 10252.
Коммуна расположена приблизительно в 180 км к юго-востоку от Парижа, в 85 км южнее Шалон-ан-Шампани, в 37 км к востоку от Труа.

## Население
Население коммуны на 2008 год составляло 58 человек.
| 1962 | 1968 | 1975 | 1982 | 1990 | 1999 | 2008 |
| ---- | ---- | ---- | ---- | ---- | ---- | ---- |
| 81   | 89   | 76   | 69   | 45   | 57   | 58   |

## Администрация
| Период | Период | Фамилия      | Партия | Примечания |
| ------ | ------ | ------------ | ------ | ---------- |
| 2001   | 2008   | Робер Февр   |        |            |
| 2008   |        | Мартина Моро |        |            |

## Экономика
В 2007 году среди 27 человек в трудоспособном возрасте (15—64 лет) 22 были экономически активными, 5 — неактивными (показатель активности — 81,5 %, в 1999 году было 72,2 %). Из 22 активных работали 18 человек (10 мужчин и 8 женщин), безработных было 4 (2 мужчины и 2 женщины). Среди 5 неактивных 0 человек были учениками или студентами, 2 — пенсионерами, 3 были неактивными по другим причинам.